# Muswellbrook Shire
Koordinaten: 32° 24′ S, 150° 41′ O

Muswellbrook Shire ist ein lokales Verwaltungsgebiet (LGA) im australischen Bundesstaat New South Wales. Das Gebiet ist 3.404,88 km² groß und hat etwa 16.400 Einwohner.
Muswellbrook liegt im Osten des Staates in der Region um den Hunter River etwa 270 km nördlich der Metropole Sydney. Das Gebiet umfasst 29 Ortsteile und Ortschaften: Baerami, Baerami Creek, Bengalla, Bureen, Castle Rock, Dalswinton, Denman, Edderton, Giants Creek, Hollydeen, Kayuga, Kerrabee, Mangoola, Martindale, McCullys Gap, Muscle Creek, Muswellbrook, Sandy Hollow, Widden, Wybong, Yarrawa und Teile von Aberdeen, Bowmans Creek, Gungal, Hebden, Jerrys Plains, Manobalai, Rossgole und Rouchel Brook. Der Sitz des Shire Councils befindet sich in der Stadt Muswellbrook im Nordosten der LGA, wo etwa 10.900 Einwohner leben.

## Verwaltung
Der Muswellbrook Shire Council hat zwölf Mitglieder, die von den Bewohnern der LGA gewählt werden. Muswellbrook ist nicht in Bezirke untergliedert. Aus dem Kreis der Councillor rekrutiert sich auch der Mayor (Bürgermeister) des Councils.